# Fiat-Allis

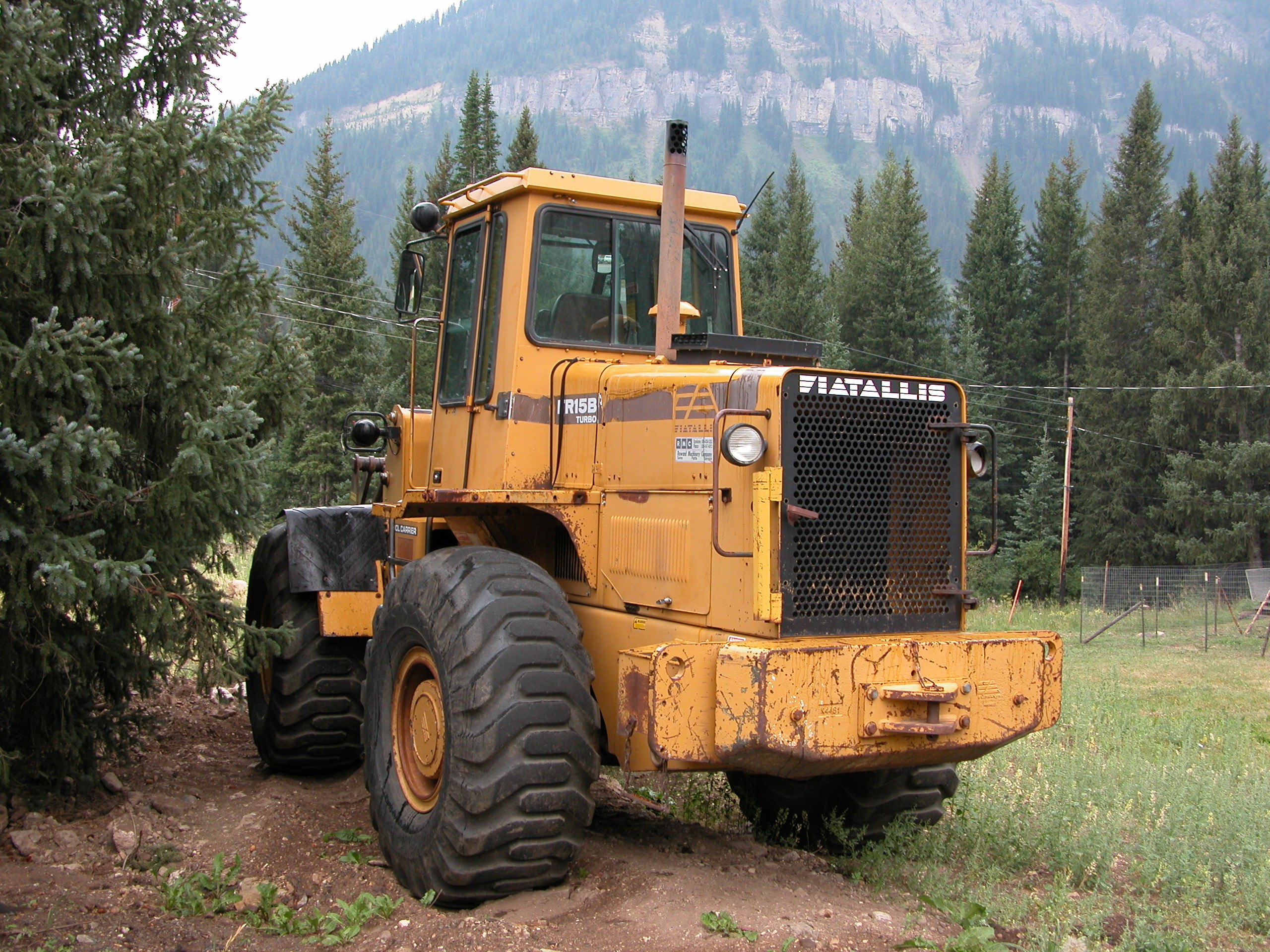
Fiat-Allis Radlader

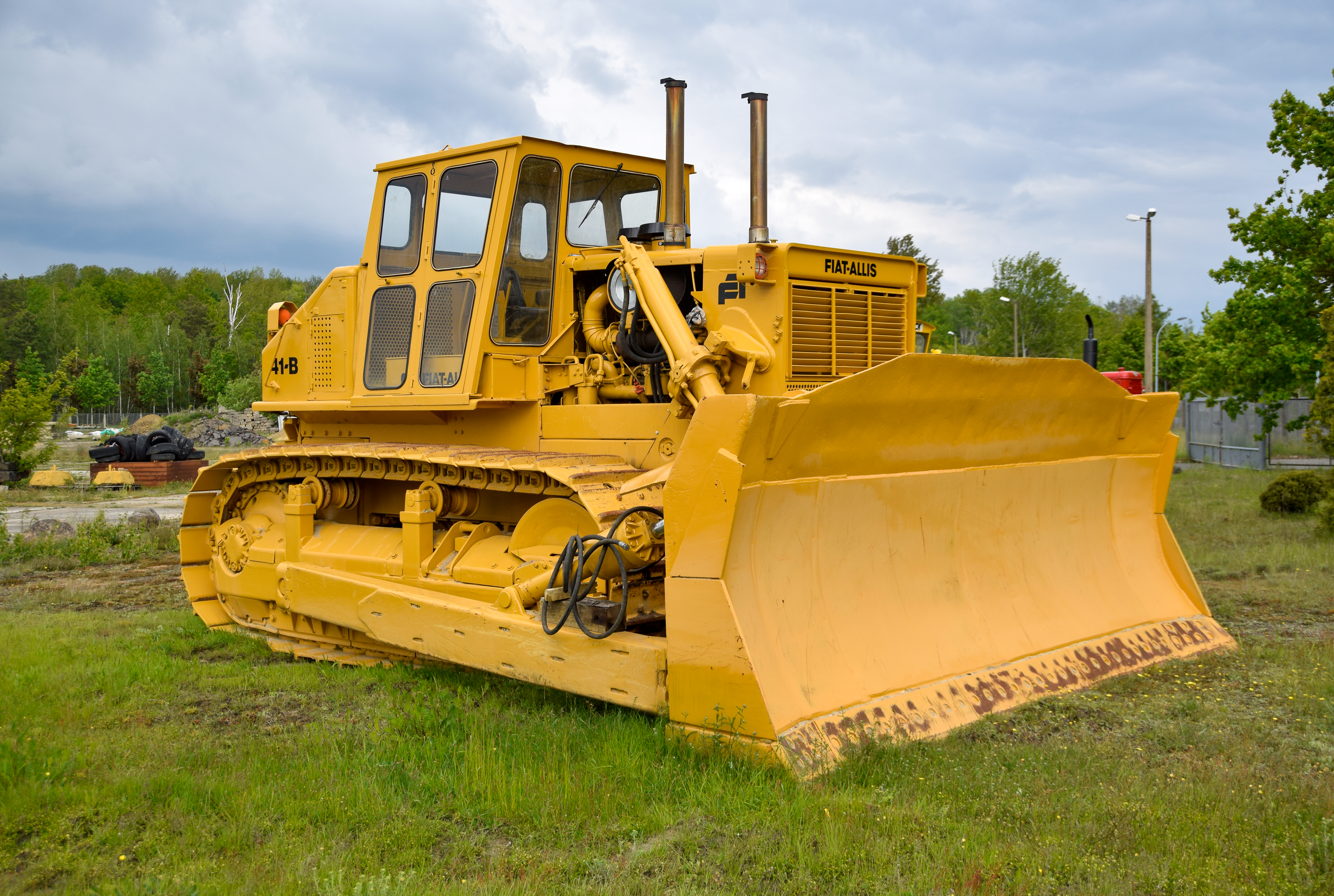
Planierraupe Fiat-Allis 41-B

Fiat-Allis war ein Baumaschinenhersteller. Es begann im Januar 1974, als das Baumaschinengeschäft von Allis-Chalmers in ein Gemeinschaftsunternehmen mit Fiat S.p.A. umgewandelt wurde.

## Geschichte
Fiat-Allis wurde 1974 als Joint-Venture zwischen Fiat und Allis-Chalmers gegründet. An diesem Joint-Venturen war Fiat anfangs mit 65 %, Allis-Chalmers mit 35 % beteiligt. Unter dem Namen Fiat-Allis wurde das gesamte Programm an Baumaschinen von Fiat und Allis-Chalmers weltweit verkauft. 1985 erwarb Fiat den verbliebenen 15-%-Anteil an diesem Joint-Venture von Allis-Chalmers. 1989 wurde die Produktion in Nordamerika eingestellt. Baumaschinen für den nordamerikanischen Markt wurden fortan aus Europa und Brasilien importiert. Nachdem Fiat 1991 die Mehrheit am Land- und Baumaschinenkonzern New Holland erworben hatte, stellt Fiat-Allis zum Jahresende 1992 in Nordamerika den Betrieb ein. Die Marke Fiat-Allis gehört gegenwärtig CNH Global, wird jedoch nicht mehr verwendet.
In Argentinien wurde Fiat-Allis von Crybsa produziert. Dieses Produkt unter Lizenz 605-B Bagger, C-130 und Raupentraktor 7D.